# Billete de dos pesos colombianos
Los billetes de dos (2) pesos colombianos fueron una de las denominaciones de papel moneda que circularon en Colombia entre 1976 y 1995. Corresponde a la denominación de dos mil pesos.
La denominación tuvo varias ediciones, una de 1923 y otra de 1926, donde aparece el prócer colombiano Camilo Torres, de color verde, y otra de 1976 donde aparece la heroína contemporánea a Torres, Policarpa Salavarrieta, de color rojizo.

## Ediciones

### Primera edición
Fue la primera edición de la denominación y fue emitida el 20 de julio de 1923, por el Banco de la República de Colombia, bajo la presidencia del conservador Pedro Nel Ospina. En su anverso aparece la imagen de Camilo Torres Tenorio, presidente del país en la época de la independencia, y mártir de la misma, pues fue fusilado en la Reconquista española, en 1816. El billete fue impreso por la American Bank Note Company, en Nueva York. Sus dimensiones eran 70 x 136 mm.

### Segunda edición
Fue emitida en 1926, también presenta a Camilo Torres, pero esta vez la tonalidad del billete es más clara que su antecesor, que era de tonalidad verde oscura. Su color era verde oliva. Solo volvió a emitirse este tipo en 1942 y hasta 1955. Cada vez fue impreso en los Estados Unidos, y sus dimensiones eran de 71 x 139 mm.

### Tercera edición
Es la edición más conocida de dicha denominación. Fue emitida desde el 1 de enero de 1972. En ésta denominación se puede ver la imagen de Policarpa Salavarrieta, prócer de la Independencia, quien también murió fusilada por los realistas. En el reverso se representa una balsa muisca, en una escena de la Leyenda de El Dorado. El color del billete es morado rojizo, aunque con el paso del tiempo pareciera ser anaranjado.